# Takayuki Sugiyama
Takayuki Sugiyama (jap. 杉山 貴之, Sugiyama Takayuki; * 24. März 1976 in der Präfektur Shizuoka) ist ein ehemaliger japanischer Fußballspieler.

## Karriere
Sugiyama erlernte das Fußballspielen in der Universitätsmannschaft der Takushoku-Universität. Seinen ersten Vertrag unterschrieb er 1997 bei JEF United Ichihara. Der Verein spielte in der höchsten Liga des Landes, der J1 League. Für den Verein absolvierte er 10 Erstligaspiele. 1998 wechselte er zum Zweitligisten Omiya Ardija. Ende 1998 beendete er seine Karriere als Fußballspieler.